# Bernard Bailyn
Bernard Bailyn (Hartford, Connecticut; 9 de septiembre de 1922-Belmont, Massachusetts; 7 de agosto de 2020) fue un historiador, escritor y académico estadounidense especializado en la historia de la época colonial y revolucionaria de los Estados Unidos. Ganó en dos oportunidades el Premio Pulitzer de Historia.

## Biografía
Nacido en Hartford, Connecticut, cursó un doctorado en filosofía en la Universidad de Harvard, graduándose en 1953 y vinculándose profesionalmente como docente de la institución el mismo año. Durante su extensa carrera ganó el Premio Pulitzer de Historia en dos ocasiones, en 1968 (por el libro The Ideological Origins of the American Revolution) y en 1987 (por el libro Voyagers to the West: A Passage in the Peopling of America on the Eve of the Revolution). En 1998 el Fondo Nacional para las Humanidades lo invitó a la conferencia de Jefferson.
Se especializó en la historia colonial y en la historia revolucionaria de los Estados Unidos, enfocado principalmente en el comercio, las tendencias demográficas, los lealistas, los vínculos internacionales a través del Atlántico y especialmente las ideas políticas que motivaron a los patriotas. Bailyn fue reconocido por los estudios sobre republicanismo e historia del Atlántico que transformaron las ideas académicas en esos campos. En 1963 fue elegido miembro de la Academia Estadounidense de las Artes y las Ciencias.

### Fallecimiento
Falleció el 7 de agosto de 2020 en la localidad de Belmont, Massachusetts a los noventa y siete años a causa de una insuficiencia cardíaca. El diario The Washington Post le dedicó una nota, afirmando que el historiador se encargó durante su carrera de «reinterpretar la revolución estadounidense».